# Casimirella
Casimirella é um género com sete espécies de plantas  pertencente à família Icacinaceae. Foi descrito por Émile Hassler e publicado em Repertorium Specierum Novarum Regni Vegetabilis 12: 249 em 1913. A espécie tipo é Casimirella guaranitica Hassl.

## Espécies
- Casimirella ampla (Miers) R.A.Howard
- Casimirella beckii (Fern.Casas) Breteler
- Casimirella crispula (R.A.Howard) R.A.Howard
- Casimirella diversifolia R.A.Howard
- Casimirella guaranitica Hassl.
- Casimirella lanata R.A.Howard
- Casimirella rupestris (Ducke) R.A.Howard